# Hubert D'Hollander
 Hubert Bert D'Hollander  est un footballeur  et entraîneur belge né le 26 juin 1912 à Anvers (Belgique) et mort le 16 novembre 1994.
Milieu de terrain du Royal Antwerp FC avec lequel il joue 283 matches officiels, il embrasse une carrière d'entraîneur et de formateur, après-guerre, qui le conduit à s'occuper de joueurs au K Lierse SK, au Racing Club de Bruxelles au R Beerschot AC et au Royal Antwerp FC.